# Informationselektroniker
Der Beruf Informationselektroniker ist ein Lehrberuf in Deutschland.

## Stufenausbildung
Bis 1989 gab es im Rahmen der Stufenausbildung nach der zweijährigen Grundausbildung zum Nachrichtengerätemechaniker die eineinhalbjährige zweite Ausbildungsstufe zum Beruf des Informationselektronikers, aus welchem sich dann der Kommunikationselektroniker Fachrichtung Informationstechnik oder Industrieelektroniker verschiedener Fachrichtungen entwickelte.
Im Jahre 1999 wurde die Berufsbezeichnung Informationselektroniker wiederbelebt.
Sehr zum Verwechseln gibt es nun „Alt-“ und „Neu-“ Informationselektroniker.
1999 entstand die Fachrichtung aus dem früheren Beruf des Radio- und Fernsehtechnikers sowie des Büroinformationselektronikers und des Vorläufers des Büromaschinenmechanikers. Am 12. Juli 1999 fiel der Entschluss, die beiden Berufsbilder zum Informationselektroniker zusammenzuführen und mit zwei Schwerpunkten anzubieten.

## Schwerpunkte
Die Elektroniker-Ausbildungen im Handwerk wurden zum 1. August 2021 neu geordnet, um die Ausbildungsinhalte an die neusten Entwicklungen und Herausforderungen auf dem Gebiet der IT anzupassen.
Diese beiden Ausbildungen wurden 2021 zu einer Ausbildung zusammengelegt:
- Informationselektroniker/in – Geräte- und Systemtechnik
- Informationselektroniker/in – Bürosystemtechnik

Von nun an gibt es nur noch die Ausbildung zum Informationselektroniker und keine festgelegten Schwerpunkte.
Es gibt aber weiterhin verschiedene Einsatzgebiete, die sich nach dem Betrieb richten, in dem die Berufsausbildung absolviert wird:
- Geräte-, IT- und Bürosystemtechnik
- Sende-, Empfangs- und Breitbandtechnik
- Brandschutz- und Gefahrenmeldeanlagen
- Telekommunikationstechnik

## Ausbildung
Ausbildungsbetriebe sind meist Handwerksbetriebe, Dienstleister (Versicherungsgesellschaften), aber auch große Unterhaltungs-, Informations-, Telekommunikations- und Elektronikfachmärkte. Die Ausbildung dauert in der Regel 3½ Jahre, kann aber auf Wunsch des Auszubildenden bei entsprechenden Leistungen auch auf 3 Jahre verkürzt werden. In einigen Bundesländern ist dazu die Zustimmung des Ausbildungsbetriebs sowie der Berufsschule nötig.
Durch das große Lernfeld und einem unvermeidlich guten technischen Verständnis wird in der Regel ein Realschulabschluss, teilweise sogar das Abitur vorausgesetzt. Mit einem Hauptschulabschluss hat man nur bedingt Chancen diesen Beruf zu erlernen.
Bei Abschluss des Berufsausbildungsvertrages muss eine der beiden möglichen Schwerpunkten gewählt werden:
- Bürosystemtechnik (entspricht dem alten Beruf Büroinformationselektroniker/in)
- Geräte- und Systemtechnik (entspricht dem alten Beruf Radio- und Fernsehtechniker/in)

Da ein stetiger Rückgang der Ausbildungszahlen besteht, wird über eine erneute Neustrukturierung dieses Ausbildungsberufes diskutiert.

## Ausbildungsinhalt
Die Inhalte der Berufsausbildung umfassen weit reichende Grundlagen in den folgenden Fachbereichen:
- Metallverarbeitung: bohren, schleifen, messen, schneiden, kanten, biegen, löten
- Physik: Atommodell, Elektronenpaarbindung, Magnetismus
- Elektrotechnik: Grundlagen über elektrische Spannung und elektrischen Strom, VDE-Normen
- Elektronik: ohmsches Gesetz, Induktivitäten, Elektrische Kapazitäten, Elektrischer Widerstand, Halbleiter
- Digitaltechnik: Logische Schaltungen, Flipflop, Datenspeicher, Multiplexer, Bussysteme, Mikroprozessoren, Datenübertragung
- Telekommunikationstechnik: analoge Telefonie, ISDN, IP-Telefonie
- Fernsehtechnik: analoge (PAL) und digitale (DVB) Fernsehtechnik
- Informationstechnik: Elektromagnetische Wellen, Richtfunk und Rundfunk, Lichtwellenleiter
- Netzwerktechnik: Grundlagen Netzwerktopologien, IP, ATM, strukturierte Verkabelung
- Installationstechnik: anwendungsneutrale Verkabelung nach DIN EN 50173
- Grundlagen der angewandten Mathematik: Boolesche Algebra, Dualsystem und Hexadezimalsystem als wichtige Zahlensystem
- Wirtschaftskunde
- Ethik

In der dreieinhalbjährigen Ausbildung werden vorhandene Kenntnisse vertieft und auf Fernsehtechnik, Empfangs- und Modulationstechnik, Telefonie, Netzwerk- und Computertechnik ausgedehnt. Im Fachbereich Bürosystemtechnik liegt anstelle der allgemeinen Fernsehtechnik das Hauptaugenmerk auf der Computertechnik mit ihrer Peripherie (Drucker, Scanner, Plotter), klassischen Büromaschinen (Schreibmaschinen) sowie Vervielfältigungstechnologien (Kopiergeräte).

## Weiterbildungsmöglichkeiten

### Meister (HWK)
Es besteht die Möglichkeit, eine Weiterbildung zum Informationstechnikermeister zu absolvieren.
Aufgrund gesetzlicher Einschränkungen bezüglich der Bezeichnung „Techniker“ ist es zwar nicht möglich, den Ausbildungsberuf „Informationstechniker“ zu nennen, wohl aber den zum Meister weitergebildeten Elektroniker. Eine nachgewiesene Gesellenzeit ist für die Weiterbildung zum Meister nur nötig, wenn die Gesellenprüfung in einem fachfremden Berufsfeld (bsp. Tischler) abgelegt wurde. Sonst gibt es, im Gegensatz zu früher, keine einzuhaltende Gesellenzeit vor der Meisterprüfung. Mit Abschließen der Meisterprüfung darf der Meister einen eigenen Betrieb gründen und Lehrlinge ausbilden.

### Techniker
Alternativ kann ein Studium zum „staatlich geprüften Techniker“ oder „staatlich geprüften Informatiker“ absolviert werden. Als Zugangsvoraussetzungen gelten:
- Haupt- oder Realschulabschluss; oder Abitur, sowie
- Berufsschulabschluss und eine
- technische Berufsausbildung oder einschlägige Berufspraxis
- 5 Jahre Berufspraxis zum Zeitpunkt der Prüfung.

Grundsätzlich darf sich ein Techniker in die Handwerksrolle eintragen lassen und einen Betrieb führen sowie Lehrlinge ausbilden (ADA-Schein vorausgesetzt). In einigen Bundesländern wird mit Erreichen des Techniker-Abschlusses die Fachhochschulreife erworben, welches ein Studium an einer Hochschule ermöglicht (z. B.: Ingenieursstudium Elektrotechnik).